# فرودگاه شهرستان گگبیک-آیرن
فرودگاه شهرستان گگبیک-آیرن (به انگلیسی: Gogebic-Iron County Airport) یک فرودگاه همگانی با کد یاتا IWD است که یک باند فرود آسفالت دارد و طول باند آن ۱۹۸۲ متر است. این فرودگاه در کشور ایالات متحده آمریکا قرار دارد و در ارتفاع ۳۷۴٫۹ متری از سطح دریا واقع شده‌است.

## شرکت‌های هواپیمایی و مقصدهای پروازی

### مسافری
| شرکت‌های هواپیمایی | مقصدهای پروازی                 |
| ----------------- | ------------------------------ |
| ایر چویس وان      | اوهر شیکاگو, مینیاپولیس−سنت پل |

### Statistics
| Carrier      | Passengers (arriving and departing) |
| ------------ | ----------------------------------- |
| ایر چویس وان | ۱۰,۱۴۰                              |

| Rank | Airport           | Passengers |
| ---- | ----------------- | ---------- |
| 1    | اوهر شیکاگو       | 3,840      |
| 2    | مینیاپولیس−سنت پل | 1,360      |